# Тодоров, Георгий Стоянов
Гео́ргий Стоя́нов То́доров (болг. Георги Стоянов Тодоров; 10 августа 1858, Болград, Молдавское княжество — 16 ноября 1934, София, Болгария) — болгарский военачальник, генерал-лейтенант, брат Александра Теодорова-Балан.

## Биография
Георгий Тодоров родился 10 августа 1858 года в городе Болград, который за два года до его рождения по Парижскому миру 1856 г. перешёл от Российской империи Молдавскому княжеству, а в 1859 году вошёл в состав объединённой Румынии. Тодоров происходил из семьи болгар — переселенцев из Османской империи.
Во время Русско-Турецкой войны (1877—1878) Тодоров вступил добровольцем в Болгарское ополчение и с оружием в руках вернулся на родину предков. В 1878 году произведён в чин унтер-офицера.
После Освобождения он заканчивает первый выпуск Военного училища в Софии (1879), через год 10 мая производится в чин подпоручика. А в августе 1882 года производится в чин поручика.
Через год он поступает в Николаевскую академию Генштаба в Санкт-Петербурге. Не закончив последний курс, он в 1885 году возвращаться в Болгарию и участвует в параде Соединения (присоединение Восточной Румелии к Болгарскому княжеству). В августе 1885 года производится в чин капитана.

## Сербско-болгарская война
Тодоров командовал летучим отрядом, действовавшим в районе между Видином и Кулой. Был награждён за проявленную храбрость.

## Первая Балканская война
Командовал 7-й Рильской пехотной дивизией, наступавшей на Салоники. Командовал отражением турецких десантов при Булаире и Шаркёе.

## Первая мировая война
Во время Первой мировой войны командовал 2-й болгарской армией (октябрь 1915 — декабрь 1916). Под его руководством армия проводила операции в Македонии. С февраля 1917 года назначен командующим 3-й армией (до декабря 1917-го), которая действует на Румынском фронте. 15 августа 1917 года получает звание генерал—лейтенанта.
В конце июня 1918 года Тодоров был заместителем главнокомандующего Болгарской армии, а с 8 сентября — в результате болезни генерала Николы Жекова, является командующим. Являлся одним из должностных лиц, ответственных за провал Болгарской армии в битве при Добро поле. Димитр Азманов писал о Тодорове:
Замечательный полководец, дисциплинированный, очень тактичный мужчина и командир, спокойный, твёрдый и мужественный перед лицом опасности.
В 1919 году уволен из армии. В 1925 году умирает его жена. Сам генерал умер 16 ноября 1934 году в Софии.
Его именем названа вокзал и село в Благоевградской области.

## Награды
- Орден «За храбрость» II, III и IV степени
- Орден «Святой Александр»I степени с мечами IV и V степени без мечей
- Орден «За военные заслуги» (Болгария)I степени
- Орден «За заслуги»
- Медаль Лиакат
- Орден «Стара-планина» I степени с мечами (8 января 2013 года, посмертно)[1].